# اعترافات یک ملکه
اعترافات یک ملکه (انگلیسی: Confessions of a Queen) یک فیلم درام صامت آمریکایی است که در سال ۱۹۲۵ منتشر شد. نسخهٔ ناکاملی از این فیلم امروزه در دسترس است.

## بازیگران
- آلیس تری
- لوئیس استون
- جان بوورز
- یوجینی بسرر
- فرانکی دارو
- جورج برانگر
- برت اشپراته
- اوتو هافمن
- ویلبر هیگبی
- جوزف جی. دالینگ
- تاینی سندفورد